# Antiport

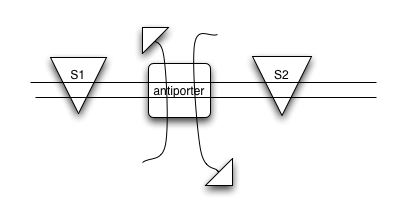
Illustration d'un antiport

Un antiport (aussi appelé contre-transporteur) est une protéine intégrale de membrane qui est impliquée dans le transport actif secondaire de deux ou plusieurs molécules ou ions différents à travers une membrane phospholipidique telle que la membrane plasmique, dans des sens opposés.
Dans le transport actif secondaire, un type de soluté traverse la membrane dans le sens de son gradient électrochimique permettant ainsi à un soluté d'un autre type de se déplacer en allant à l'encontre de son gradient de concentration.
Ce transport peut impliquer un ou plusieurs types de solutés, par exemple l'échangeur Na+/Ca2+, utilisé par plusieurs cellules pour retirer le calcium cytoplasmique, échange 1 ion calcium contre 3 ions sodium.